# Felsőpián község
Felsőpián község (románul: Comuna Pianu) község Fehér megyében, Romániában. Központja Felsőpián, beosztott falvai Alsópián, Plaintelep, Sebespurkerec, Sztrugár.

## Népessége
A 2011-es népszámlálás adatai alapján a község népessége 3082 fő volt.